# Rumen Stanew
Rumen Iwanow Stanew (bułg. Румен Иванов Станев; ur. 19 sierpnia 1973 w Kałojanowo) – bułgarski duchowny rzymskokatolicki, biskup pomocniczy sofijsko-płowdiwski od 2021.

## Życiorys
Rumen Iwanow Stanew urodził się 19 sierpnia 1973 we wsi Kałojanowo, w obwodzie Płowdiw. Studiował w seminarium (1993–1999) w Rzymie, uzyskując licencjat z teologii na Papieskim Uniwersytecie Urbaniana. Święcenia prezbiteratu przyjął 11 września 1999.
Po święceniach pełnił następujące stanowiska: 1999–2005: wikariusz parafii Rakowski-Generał Nikołajewo; 2005–2020: proboszcz parafii w Rakowski-Sekirowo oraz przewodniczący diecezjalnej Caritas; członek Rad: Kapłańskiej i Kolegium Konsultorów.
5 września 2020 papież Franciszek prekonizował go biskupem pomocniczym diecezji sofijsko-płowdiwskiej ze stolicą tytularną Simidicca. Pierwotnie święcenia biskupie miały odbyć się 22 listopada 2020, jednakże data została przesunięta i ostatecznie święcenia otrzymał 17 stycznia 2021 w konkatedrze św. Józefa w Sofii. Udzielił mu ich Georgi Jowczew, biskup diecezjalny sofijsko-płowdiwski, w asyście Christo Projkowa, biskupa eparchii św. Jana XXIII i Kiro Stojanowa, biskupa diecezjalnego Skopje. Jako zawołanie biskupie przyjął słowa „Gaudete in Domino semper” (Radujcie się zawsze w Panu). Na czas wakatu po przejściu na emeryturę biskupa Georgiego Jowczewa został wybrany administratorem diecezji.